# Rolandas Aliukonis
Rolandas Aliukonis (* 25. Mai 1981) ist ein litauischer Eishockeyspieler, der seit 2021 erneut bei den Vilnius Hockey Punks in der litauischen Eishockeyliga spielt.

## Karriere

### Clubs
Rolandas Aliukonis begann seine Karriere als Eishockeyspieler beim litauischen Rekordmeister Energija Elektrenai, für den er bereits 1997 als 16-Jähriger sein Debüt in der damaligen East European Hockey League gab. In den nächsten Jahren spielte er für Energija sowohl in der EEHL als auch in der höchsten litauischen Spielklasse. Von 2003 bis 2005 nahm er mit seiner Mannschaft in der lettischen Eishockeyliga teil, spielte aber weiter auch bei der litauischen Meisterschaft mit. Mit Ausnahme der Jahre 2000 und 2002 wurde er mit dem SC Energija litauischer Meister. 2005 wechselte Aliukonis zum lettischen Spitzenklub HK Liepājas Metalurgs, der außer an der lettischen auch an der belarussischen Eishockeyliga teilnahm. Mit dem Team aus dem äußersten Westen Lettlands wurde er lettischer Vizemeister. Nach nur einem Jahr kehrte der damals 25-Jährige nach Elektrėnai zurück. Seither spielt er ununterbrochen für den SC Energija, mit dem er 2007, 2008, 2009, 2012 und 2013 erneut den litauischen Titel errang. In der lettischen Liga reichte es stets nur für Plätze im Mittelfeld. Von 2013 bis 2018 spielte Aliukonis mit Energija Elektrėnai in der zweitklassigen belarussischen Wysschaja Liga. In der Spielzeit 2014/15 spielte er daneben für Poseidonas Elektrėnai in der litauischen Liga. Von 2015 bis 2019 spielte er auch mit Energija wieder in der litauischen Liga und wurde vier weitere Male litauischer Meister. Nachdem er 2019/20 bei den Vilnius Hockey Punks gespielt hatte, kehrte er für die Spielzeit 2020/21 nach Elektrenai zurück. Seit 2021 spielt er erneut für die Punks.

### International
Für Litauen nahm Aliukonis bereits im Juniorenbereich an Welt- und Europameisterschaften teil. 1996, 1997 und 1998 spielte er bei den U18-C-Europameisterschaften und 1999 in der U18-Weltmeisterschaft der Europadivision I. Mit der litauischen U20-Auswahl trat er bei den C-Weltmeisterschaften 1999 und 2000 sowie nach der Umstellung auf das heutige Divisionssystem in der Division II 2001 an.
Sein Debüt in der litauischen Herren-Nationalmannschaft gab er bei der Weltmeisterschaft der Division I 2001, konnte jedoch den Abstieg der Balten, die das für den Klassenerhalt entscheidende Spiel gegen die Niederlande knapp mit 2:3 verloren, nicht verhindern. Ein Jahr später gelang mit fünf Siegen aus fünf Spielen und 71:6 Toren die sofortige Rückkehr in die Division I. Aber auch bei der WM 2003 konnte der Klassenerhalt in der Division I nicht erreicht werden. Die Gruppe B der Division II der WM 2004 wurde dann im heimischen Elektrėnai ausgetragen und prompt gelang Aliukonis nicht nur mit seiner Mannschaft der erneute Wiederaufstieg in die Division I, sondern auch die für einen Abwehrspieler ungewöhnliche Zahl von fünf Toren und fünf Vorlagen. Bei der Weltmeisterschaft 2005 konnten sich die Litauer dann durch einen Sieg über Rumänien und zwei Remis gegen die Niederlande und Nachbar Estland erstmals in der Division I behaupten, in der Aliukonis sodann auch 2006, 2007, 2008, 2009, 2010, 2011, 2013, 2014, 2015, 2016, 2017 und 2018 auf dem Eis stand. Lediglich 2012 fehlte sein Name im litauischen WM-Aufgebot. 
Zudem nahm er an den Qualifikationsturnieren für die Olympischen Winterspiele 2006 in Turin, der 2010 in Vancouver, 2014 in Sotschi und 2018 in Pyeongchang teil. Die litauische Mannschaft scheiterte dabei jedoch stets bereits in der ersten Qualifikationsrunde. 2017 spielte er außerdem für sein Land beim Baltic-Cup.

## Erfolge und Auszeichnungen
- 1998 Litauischer Meister mit Energija Elektrėnai
- 1999 Litauischer Meister mit Energija Elektrėnai
- 2001 Litauischer Meister mit Energija Elektrėnai
- 2003 Litauischer Meister mit Energija Elektrėnai
- 2004 Litauischer Meister mit Energija Elektrėnai
- 2005 Litauischer Meister mit Energija Elektrėnai
- 2007 Litauischer Meister mit Energija Elektrėnai
- 2008 Litauischer Meister mit Energija Elektrėnai
- 2009 Litauischer Meister mit Energija Elektrėnai
- 2012 Litauischer Meister mit Energija Elektrėnai
- 2013 Litauischer Meister mit Energija Elektrėnai
- 2016 Litauischer Meister mit Energija Elektrėnai
- 2017 Litauischer Meister mit Energija Elektrėnai
- 2018 Litauischer Meister mit Energija Elektrėnai
- 2019 Litauischer Meister mit Energija Elektrėnai

### International
- 2002 Aufstieg in die Division I bei der Weltmeisterschaft der Division II, Gruppe B
- 2004 Aufstieg in die Division I bei der Weltmeisterschaft der Division II, Gruppe B
- 2018 Aufstieg in die Division I, Gruppe A, bei der Weltmeisterschaft der Division I, Gruppe B